# تقرير أوروبا
تقرير أوروبا (بالإنجليزية: Europa Report)‏ هو فيلم مغامرة تم إنتاجه في الولايات المتحدة وصدر في سنة 2013.

## بطولة
- آناماريا مارينكا
- دانيال وو
- شارلتو كوبلي

## الميزانية والإيرادات
بلغت تكلفة إنتاج الفيلم حوالي Less than 10 مليون دولار بينما حقق أرباحا تقدر بـ 125,687 دولار.

## وصلات خارجية
- تقرير أوروبا على موقع IMDb (الإنجليزية)
- تقرير أوروبا على موقع ميتاكريتيك (الإنجليزية)
- تقرير أوروبا على موقع روتن توميتوز (الإنجليزية)
- تقرير أوروبا على موقع نتفليكس (الإنجليزية)
- تقرير أوروبا على موقع ألو سيني (الفرنسية)
- تقرير أوروبا على موقع Turner Classic Movies (الإنجليزية)
- تقرير أوروبا على موقع أول موفي (الإنجليزية)
- تقرير أوروبا على موقع بوكس أوفيس موجو (الإنجليزية)
- تقرير أوروبا على موقع فيلمافينيتي (الإسبانية)
- تقرير أوروبا على موقع قاعدة بيانات الأفلام السويدية (السويدية)

1. ↑  وصلة مرجع: http://www.imdb.com/title/tt2051879/. الوصول: 12 يوليو 2016.
2. ↑  وصلة مرجع: http://www.filmopis.com/film-Europa_Report_Izvestaj_sa_Evrope-3021. الوصول: 12 يوليو 2016.
3. ↑  وصلة مرجع: http://nmhh.hu/dokumentum/198182/terjesztett_filmalkotasok_art_filmek_nyilvantartasa.xlsx.
4. ↑  "معلومات عن تقرير أوروبا على موقع synchronkartei.de". synchronkartei.de. مؤرشف من الأصل في 2020-10-29.
5. ↑  "معلومات عن تقرير أوروبا على موقع elfilm.com". elfilm.com. مؤرشف من الأصل في 2017-08-23.
6. ↑  "معلومات عن تقرير أوروبا على موقع kinopoisk.ru". kinopoisk.ru. مؤرشف من الأصل في 2017-02-18.